# (3296) Bosque Alegre
(3296) Bosque Alegre est un astéroïde de la ceinture principale.

## Description
(3296) Bosque Alegre est un astéroïde de la ceinture principale. Il fut découvert le 30 septembre 1975 à El Leoncito par l'Observatoire Félix-Aguilar. Il présente une orbite caractérisée par un demi-grand axe de 2,65 UA, une excentricité de 0,19 et une inclinaison de 13,9° par rapport à l'écliptique.

## Compléments